# Raúl "Chato" Padilla
Raúl Padilla Mendoza (Monterrey, 17 de junho de 1918 — Cidade do México, 3 de fevereiro de 1994), popularmente conhecido pelo apelido de "El Chato", foi um ator mexicano, famoso mundialmente por ter sido o intérprete do Jaiminho, o Carteiro no seriado Chaves e o Delegado Morales no seriado Chespirito.

## Biografia
Raul fez participações no Programa Chespirito. Na turma do Chaveco (Chompiras), atuou como o delegado Moralez (Rodrigues). Debutou como ator no teatro e posteriormente trabalhou na televisão e no cinema. A parte fundamental de sua trajetória ocorreu trabalhando na televisão por mais de quinze anos nos episódios do programa de Chespirito, Chaves e o Chapolin Colorado. Atingiu grande popularidade com seu personagem "Jaiminho, o Carteiro". Dublado no Brasil por Older Cazarré e Eleu Salvador.
Raúl passou a integrar o grupo de atores dos seriados criados por Bolaños no final da década de 1970, quando interpretou, no humorístico Chaves, o personagem Jaiminho. Atuou também no Chapolin e participou em quatro filmes criados por Chespirito: "El Chanfle" – 1978 –, "El Chanfle 2", – 1982 – "Charrito" – 1985 – e "Don Ratón y Don Ratero" – 1983.

## Vida pessoal
Era pai do ator Raúl "Chóforo" Padilla, que atuou na telenovela "Maria do Bairro" como Urbano, o mordomo da mansão da família de la Vega.

### Morte
Morreu em 3 de fevereiro de 1994, devido a problemas de saúde relacionados ao diabetes. Foi sepultado no dia seguinte no Cemitério Maosoléos del Angel.

## Filmografia

### Televisão
| Ano             | Título                    | Papel                                        |
| --------------- | ------------------------- | -------------------------------------------- |
| 1980; 1982-1994 | Chespirito                | Delegado Morales e vários outros personagens |
| 1978-1980       | El Mundo de Luis de Alba  | vários personagens                           |
| 1979-1980       | Chaves                    | Jaiminho, o carteiro                         |
| 1978            | Acompáñame                | Efren                                        |
| 1974            | Ha llegado una intrusa    |                                              |
| 1979            | Chapolin Colorado         |                                              |
| 1975-1976       | El Gran Circo De Capulina |                                              |
| 1973            | El honorable señor Valdez |                                              |
| 1971            | Lucía Sombra              | Comisario Vidal                              |
| 1970            | Yesenia                   | El Patriarca                                 |
| 1970            | Angelitos negros          | Don Romualdo                                 |
| 1968            | Rubí                      | Francisco                                    |
| 1967            | El usurpador              |                                              |
| 1967            | Atormentada               |                                              |
| 1966            | El corrido de Lupe Reyes  |                                              |
| 1966            | La dueña                  |                                              |
| 1964            | Juan José                 |                                              |
| 1964            | México 1900               |                                              |

### Cinema
| Ano  | Título                                         | Papel                      |
| ---- | ---------------------------------------------- | -------------------------- |
| 1992 | El Chivo                                       | El Chivo/don Justo Madrazo |
| 1991 | Este vampiro es un tiro                        |                            |
| 1989 | El pájaro con suelas                           |                            |
| 1987 | Las traigo muertas                             |                            |
| 1985 | El ratero de la vecindad 2                     |                            |
| 1984 | Entre ficheras anda el diablo - La pulquería 3 |                            |
| 1984 | Charrito                                       | Sherif                     |
| 1984 | Las glorias del gran Púas                      |                            |
| 1983 | Sexo vs. sexo                                  |                            |
| 1983 | Don ratón y don ratero                         | Boxer                      |
| 1982 | La pulquería 2                                 |                            |
| 1982 | El Chanfle 2                                   | Paco                       |
| 1981 | Juan el enterrador                             |                            |
| 1981 | El mil usos                                    |                            |
| 1980 | Burlesque                                      |                            |
| 1980 | Las tentadoras                                 |                            |
| 1980 | El Secuestro de los Cien Millones              |                            |
| 1980 | Hilario Cortes, el rey del talón               |                            |
| 1979 | El Chanfle                                     | Paco                       |
| 1979 | ¿A que le tiras cuando sueñas... Mexicano?     |                            |
| 1976 | El ministro y yo                               | El licenciado              |
| 1976 | Espejismo de la ciudad                         | Don Fili                   |
| 1975 | El albañil                                     |                            |
| 1975 | Bellas de noche                                | Don Atenógenes             |
| 1974 | Calzonzin Inspector                            |                            |
| 1973 | Vidita negra                                   |                            |
| 1970 | Emiliano Zapata                                |                            |
| 1969 | La gran aventura                               |                            |
| 1968 | Con licencia para matar                        |                            |